# Autostrada A61 (Franța)
Autostrada A61, sau A61, este o autostradă franceză care leagă Narbonne de Toulouse.
Aceasta constituie partea estică a Autostrăzii celor Două Mări, care leagă Atlanticul (Bordeaux) de Marea Mediterană (Narbonne), partea vestică fiind formată din A62. Ea asigură legătura între aceasta din urmă și autostrada A9.
Această autostradă este concesionată integral companiei ASF, chiar și pe segmentul care aparține centurii orașului Toulouse. Această ultimă secțiune este gratuită, pentru a descongestiona centura de sud (A620) și pentru a permite o mai bună accesibilitate în zonele urbanizate.
Autostrada A61 rămâne, în general, paralelă, la o distanță mai mică sau mai mare, față de Canalul Midi. Zona de servicii Port-Lauragais, accesibilă în ambele sensuri, este singura zonă din Franța, și posibil din lume, destinată atât traficului rutier, cât și celui fluvial: automobiliștii care circulă pe A61 pot avea acces la fel de bine ca și bărcile care navighează pe Canalul Midi. În acest scop, un mic port a fost creat în apropierea parcării pentru vehicule, pe zona Sud.

## Istoric

### Declarații de utilitate publică
- 14.04.1970:

Secțiunea Ramonville-Saint-Agne - Capendu (A620 - capăt provizoriu)
Secțiunea Lézignan-Corbières - Narbonne (ieșirea 25 - A9)
- 25.06.1974:

Secțiunea Ramonville-Saint-Agne - Narbonne (A620 - A9) (DUP din 1970 abrogată)
- 22.06.1981:

Secțiunea L'Union - Ramonville-Saint-Agne (A68 - A620)
- 07.12.2001:

Secțiunea Ramonville-Saint-Agne - Montesquieu-Lauraguais, PK 240,417 la 259,630 (A620 - A66), (lărgire la 2x3 benzi)
- 07.12.2007:

Nodul rutier Montgiscard (ieșirea 19.1)
- 18.01.2016:

Nodul rutier A9/A61 (reamenajare)
- 05.10.2018:

Secțiunea Montesquieu-Lauraguais - Narbonne (A66 - A9), (lărgire la 2x3 benzi)

### Puneri în funcțiune
- 29.12.1978: Secțiunea Carcassonne-Est - Narbonne (ieșirea 24 - A9)
- 03.04.1979: Secțiunea Ramonville-Saint-Agne - Villefranche-de-Lauragais (A620 - ieșirea 20)
- 29.06.1979: Secțiunea Carcassonne-Ouest - Carcassonne-Est (ieșirile 23 la 24), (carosabil sud)
- 26.10.1979:

Secțiunea Villefranche-de-Lauragais - Carcassonne-Ouest (ieșirile 20 la 23)
Secțiunea Carcassonne-Ouest - Carcassonne-Est (ieșirile 23 la 24), (carosabil nord)
- 22.01.1986: Secțiunea Toulouse-Lasbordes - Toulouse-Montaudran (ieșirile 17 la 18), (carosabil vest)
- 04.1987: Secțiunea Toulouse-La Roseraie - Toulouse-Lasbordes (ieșirile 15 la 17)
- 11.1987: Nodul rutier Palays (ieșirea 19), (reamenajare)
- 22.01.1988: Secțiunea Toulouse-Lasbordes - Toulouse-Montaudran (ieșirile 17 la 18), (carosabil est)
- 05.05.1988:

Secțiunea L'Union - Toulouse-La Roseraie (A68 - ieșirea 15)
Secțiunea Toulouse-Montaudran - Ramonville-Saint-Agne (ieșirea 18 - A620)
- 29.10.1993: Nodul rutier Bram (ieșirea 22)
- 08.2003: Secțiunea Ramonville-Saint-Agne - Innopole, PK 240,417 la 244,450 (A620 - capăt provizoriu al amenajării), (lărgire la 2x3 benzi)
- 06.2004: Secțiunea Innopole - Montesquieu-Lauraguais, PK 244,450 la 259,630 (capăt provizoriu al amenajării - A66), (lărgire la 2x3 benzi)
- 14.09.2007: Nodul rutier Palays (ieșirea 19), (reamenajare)
- 15.11.2011: Nodul rutier Montgiscard (ieșirea 19.1)
- 10.05.2014: Stație de taxare Toulouse-Sud (lărgire de la 28 la 36 benzi)
- 21.03.2018: Nodul rutier Narbonne (A9, reamenajare), (mutarea rampei Le Perthus - Toulouse și adăugarea unei rampe noi spre A9, ieșirea 38)
- 08.07.2022: Secțiunea Lézignan-Corbières - Zona Bizanet (ieșirea 25 - capăt provizoriu al amenajării), (lărgire la 2x3 benzi)
- 03.07.2023: Secțiunea Zona Bizanet - Narbonne (capăt provizoriu al amenajării - A9), (lărgire la 2x3 benzi)
- 20.07.2023: Secțiunea Montesquieu-Lauraguais - Zona Port-Lauragais (A66 - capăt provizoriu al amenajării), (lărgire la 2x3 benzi)

## Traseu
| De la A62 și A68 până la ieșirea 19b; secțiune gratuită concesionată companiei ASF.           | |              |
| Intersecție                                                                                   | Nod rutier între A62, A68 și A61: A624 (Auch), Paris, Bordeaux, Aeroportul Toulouse–Blagnac, Albi, Toulouse-Croix Daurade; Castres, Albi, Lavaur. | A62 A68 A624 |
| A61 E09                                                                                       | |              |
| 15 - La Roseraie                                                                              | Orașe deservite: Lavaur, Toulouse-Jolimont, Toulouse-La Roseraie, Parc Relais Métro Toulouse.                                                     | M112         |
| 16 - Soupetard                                                                                | Orașe deservite: Toulouse-centru, Balma, Toulouse-Médiathèque, Gara Toulouse-Matabiau.                                                            |              |
| 17 - Lasbordes                                                                                | Orașe deservite: Castres, Quint-Fonsegrives, Cité de l'espace.                                                                                    | M826         |
|                                                                                               | Limitare la 90 km/h (sens Narbonne > Toulouse).                                                                                                   |              |
| 18 - Montaudran                                                                               | Orașe deservite: Revel, Saint-Orens-de-Gameville, Toulouse-Montaudran.                                                                            | M2           |
| Intersecție                                                                                   | Nod rutier între A620 și A61: A64 (Tarbes, Lourdes), Foix, Toulouse-centru, Toulouse-Complexul Științific Rangueil.                               | A620 A64 E80 |
| 19b - Le Palays                                                                               | Orașe deservite: Carcassonne, Castanet-Tolosan, Ramonville-Saint-Agne, Parc Relais Métro Toulouse (nod rutier parțial).                           | A623         |
| 19a - Le Palays                                                                               | Orașe deservite: Labège, Ramonville-Saint-Agne, Parc Relais Métro Toulouse, Centre hospitalier Rangueil-Larrey.                                   | M916         |
| De la ieșirea 19b până la A9; secțiune cu taxă, în sistem închis, concesionată companiei ASF. | |              |
| A61 E09 E80                                                                                   | |              |
|                                                                                               | Punctul de taxare Toulouse-Sud. |              |
|                                                                                               | Zonă de servicii: Toulouse-Sud (în ambele sensuri).                                                                                               |              |
|                                                                                               | Zone de odihnă: Ayguesvives (sens Toulouse > Narbonne); Baziège (sens Narbonne > Toulouse).                                                       |              |
| 19.1 - Montgiscard                                                                            | Orașe deservite: Montgiscard, Baziège, Ayguesvives, Escalquens.                                                                                   |              |
| Intersecție                                                                                   | Nod rutier între A66 și A61: Andorra, Foix, Pamiers.                                                                                              | A66 E09      |
| A61 E80                                                                                       | |              |
| 20 - Villefranche-de-Lauragais                                                                | Orașe deservite: Revel, Auterive, Lavaur, Villefranche-de-Lauragais.                                                                              | RD622a       |
|                                                                                               | Zone de odihnă: Renneville (sens Toulouse > Narbonne); Villefranche-de-Lauragais (sens Narbonne > Toulouse).                                      |              |
|                                                                                               | Pod peste Canal du Midi. |              |
|                                                                                               | Zonă de servicii: Port Lauragais (în ambele sensuri).                                                                                             |              |
|                                                                                               | Trecerea din departamentul Haute-Garonne în departamentul Aude.                                                                                   |              |
| 21 - Castelnaudary                                                                            | Orașe deservite: Castres, Mazères, Revel, Castelnaudary.                                                                                          | RD6          |
|                                                                                               | Zone de odihnă: Mireval (sens Narbonne > Toulouse), Castelnaudary (sens Toulouse > Narbonne).                                                     |              |
| 22 - Bram                                                                                     | Orașe deservite: Foix, Limoux, Mirepoix, Bram, Fanjeaux.                                                                                          | RD533        |
|                                                                                               | Zone de odihnă: Montréal (sens Toulouse > Narbonne); Bram (sens Narbonne > Toulouse).                                                             |              |
|                                                                                               | Zonă de servicii: Carcassonne - Arzens (în ambele sensuri).                                                                                       |              |
| 23 - Carcassonne-Ouest                                                                        | Orașe deservite: Mazamet, Carcassonne, Limoux, Carcassonne-Z.I..                                                                                  | RD6161       |
|                                                                                               | Pod peste Aude. |              |
|                                                                                               | Zonă de odihnă: Le Belvédère d'Auriac (sens Narbonne > Toulouse).                                                                                 |              |
|                                                                                               | Zonă de odihnă: Le Belvédère de la Cité (sens Toulouse > Narbonne).                                                                               |              |
|                                                                                               | Limitare la 130 km/h (sens Narbonne > Toulouse).                                                                                                  |              |
|                                                                                               | Limitare la 130 km/h (sens Toulouse > Narbonne).                                                                                                  |              |
| 24 - Carcassonne-Est                                                                          | Orașe deservite: Carcassonne-centru, Carcassonne-La Cité, Trèbes.                                                                                 | RD6113       |
|                                                                                               | Zonă de servicii: Les Corbières (în ambele sensuri).                                                                                              |              |
|                                                                                               | Zone de odihnă: Fontcouverte (sens Toulouse > Narbonne); La Peyrière (sens Narbonne > Toulouse).                                                  |              |
| 25 - Lézignan                                                                                 | Oraș deservit: Lézignan-Corbières. |              |
|                                                                                               | Zonă de odihnă: Bizanet (în ambele sensuri). |              |
|                                                                                               | Zone de odihnă: Narbonne - Jonquières (sens Toulouse > Narbonne) ; Pech Loubat (sens Narbonne > Toulouse).                                        |              |
| Intersecție                                                                                   | Nod rutier între A9 și A61: Lyon, Montpellier, Béziers, Narbonne; Barcelona, Perpignan.                                                           | A9 E15 E80   |
| 38 - Narbonne-Sud                                                                             | Oraș deservit: Narbonne-sud. | RD6009       |
| A61 E80                                                                                       | |              |